# Sungrazer (band)
Sungrazer was een Nederlandse band die eind 2009 is opgericht. De band speelde stonerrock gecombineerd met psychedelische jamsessies. Ze werd vaak vergeleken met de stonerrockband Kyuss.
De band speelde onder andere op Pinkpop, in het tv-programma De Wereld Draait Door, Duna Jam, Stoned From The Underground en het Roadburn Festival. Begin 2011 toerde de band 18 dagen door Europa tijdens de "Up in Smoke"-tour en toerde met The Machine tijdens de "Strikes & Gutters Tour" in 2013.
Op 4 juni 2013 gaf Smeets op het Facebookaccount van de band aan dat hij uit de band stapte. Hij gaf aan dat er geen toekomst meer voor hem in de band zat en bedankte de fans. Op 8 juli gaf de band op Facebook aan dat ze als geheel stopte. De groep speelde op Duna Jam 2013 zonder Smeets. 
Op 8 oktober 2015 overleed Rutger Smeets op 38-jarige leeftijd.

## Discografie
- Sungrazer (2010)
- Mirador (2011)
- The Machine & Sungrazer (2013) - splitalbum met The Machine